# Waldorf Music
Waldorf Music is een Duitse fabrikant van synthesizers. Het bedrijf werd in 2006 opgericht, om het onvermogende Waldorf Electronics GmbH over te nemen. Waldorf is het meest bekend om zijn Microwave Wavetable synthesizer en de Q, een virtueel analoge synthesizer.

## Geschiedenis
Waldorf Electronics GmbH werd in 1988 door Wolfgang Düren opgericht. Düren was eveneens directeur van TSi GmbH, een succesvol en innovatief bedrijf voor marketing van elektronische muziekinstrumenten. Voorheen was Wolfgang Düren distributeur van Palm Products Germany (PPG). Waldorf Electronics GmbH had zijn hoofdkantoor eerst in het kleine Eifeldorp Waldorf, later in kasteel Ahrenthal. De bedrijfsnaam is niet van de Waldorfscholen afgeleid, maar van de plaats Waldorf in de gemeente Rijnland-Palts.
In april van 2006 werd het nieuwe Waldorf Music opgericht. De directie bestond uit Kurt Wangard en Stefan Stenzel.

## Producten

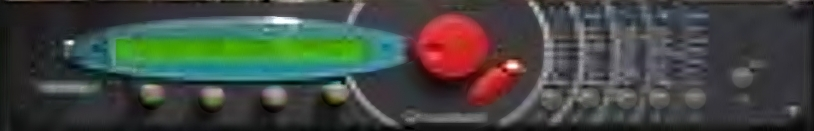
Waldorf MicroWave

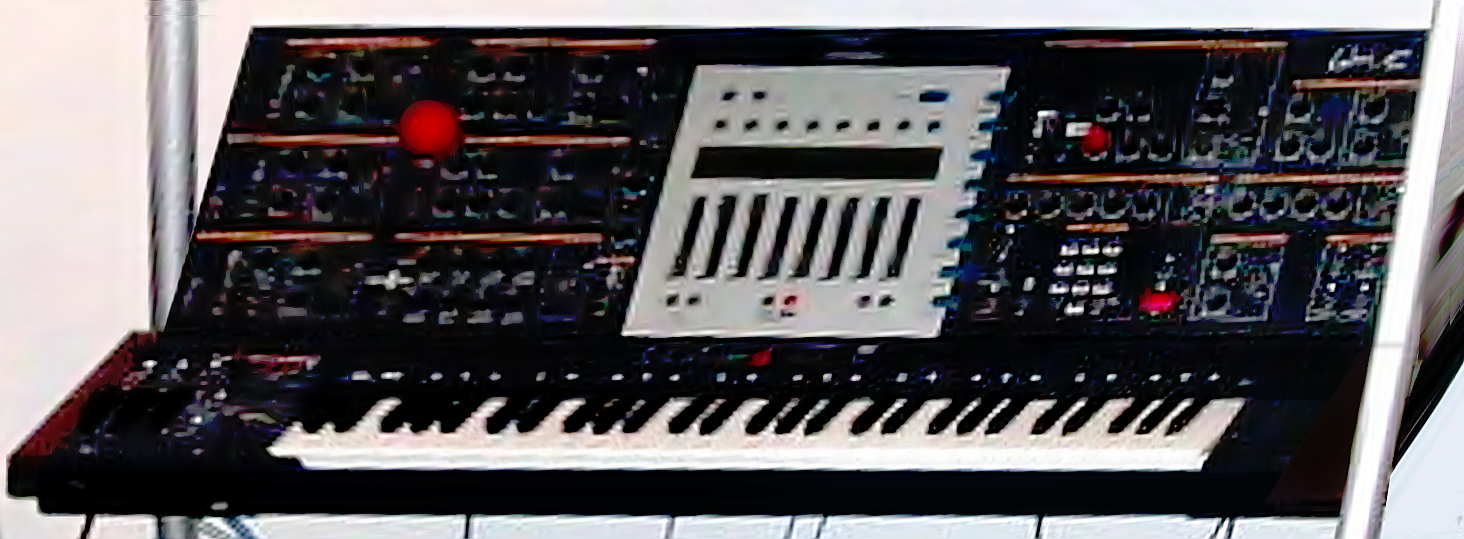
Waldorf WAVE

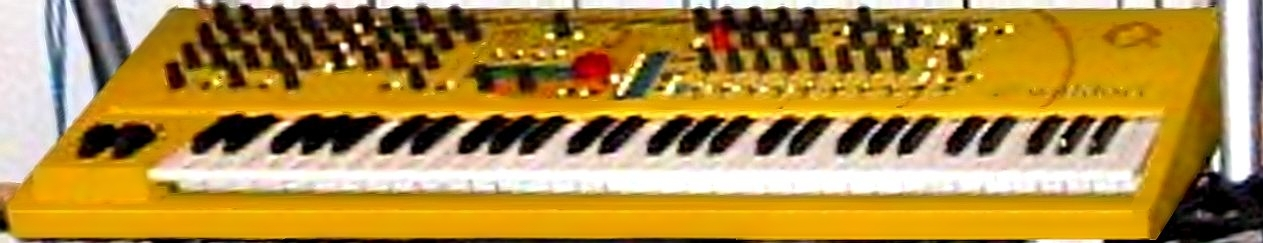
Waldorf Q

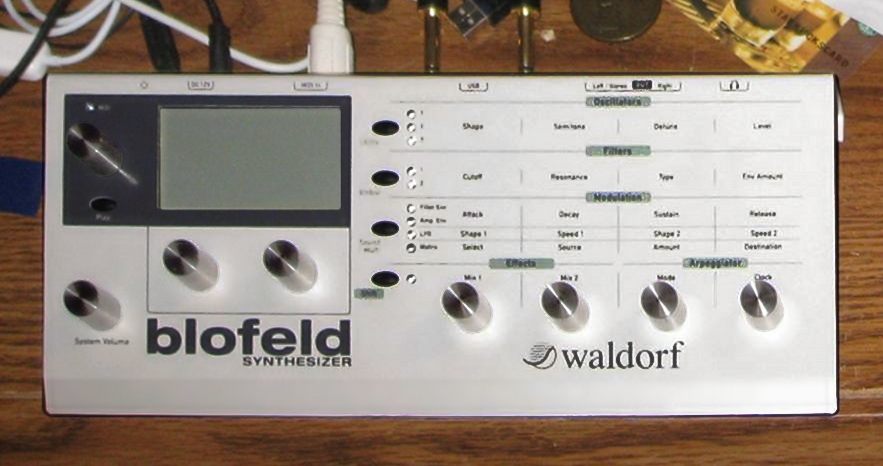
Waldorf Blofeld (2007)

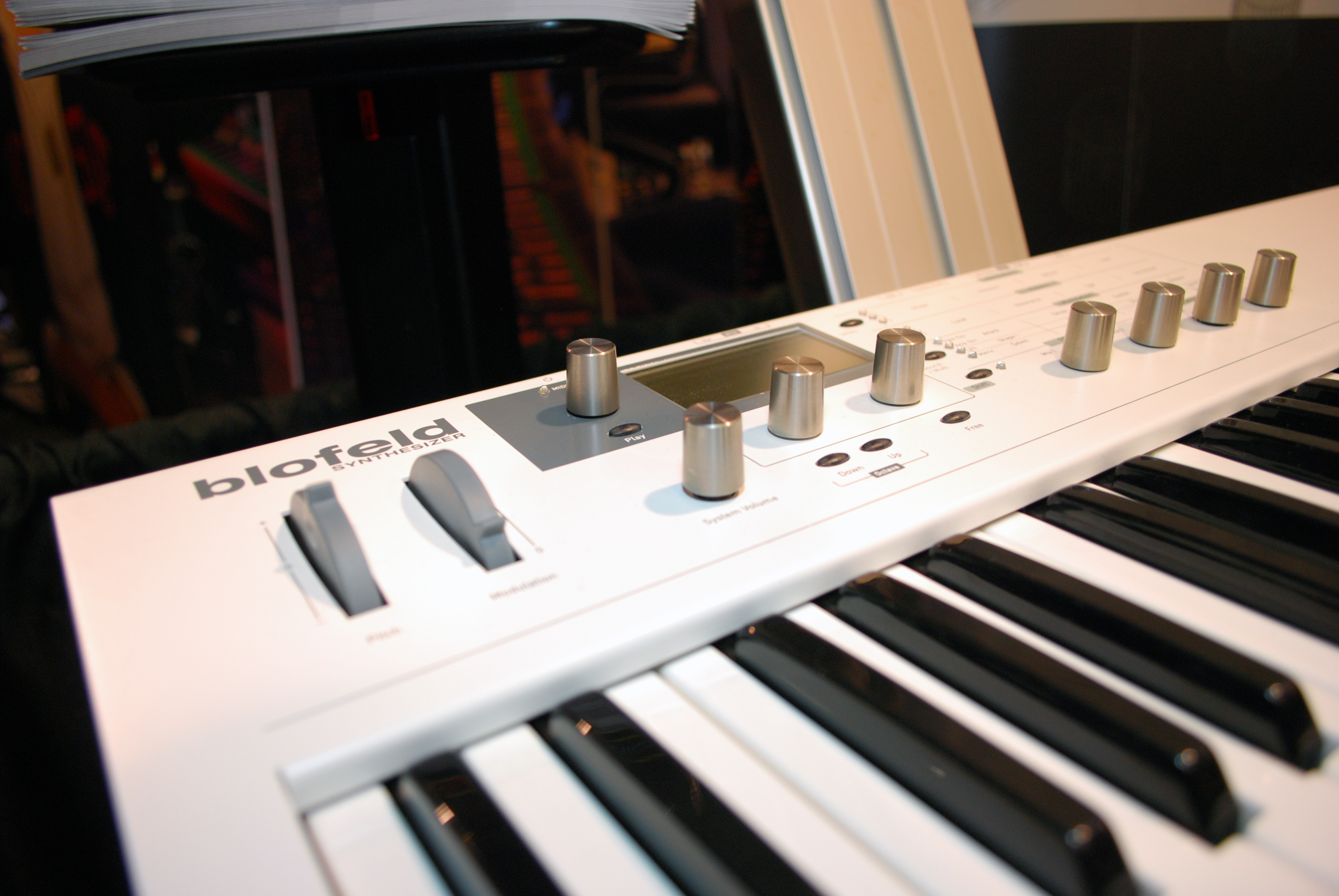
Waldorf Blofeld keyboard (2009)

Waldorf produceert elektronische muziekinstrumenten, voornamelijk hardware en softwarematige synthesizers.
| Jaar | Product              | Beschrijving                                                                            |
| ---- | -------------------- | --------------------------------------------------------------------------------------- |
| 1989 | Microwave            | synthesizermodule Werd later Microwave I genoemd vanwege zijn opvolger, de Microwave II |
| 1993 | WAVE                 | wavetable synthesizer                                                                   |
| 1999 | Q                    | virtueel analoge synthesizer met DSP-effecten                                           |
| 2001 | Attack               | VST-gestuurde drumsynthesizer                                                           |
| 2006 | Zarenbourg           | elektrische piano                                                                       |
| 2007 | Blofeld              | synthesizermodule                                                                       |
| 2009 | Blofeld keyboard     | synthesizer met klavier                                                                 |
| 2009 | Largo                | softwaresynthesizer                                                                     |
| 2010 | Waldorf PPG Wave 3.V | reïncarnatie van de PPG Wave-synthesizer, een klassieke synthesizer uit de jaren 1980.  |
| 2011 | Lector               | vocoder                                                                                 |
| 2013 | Nave                 | wavetable synthesizer voor iOS                                                          |
| 2013 | Nave                 | softwaresynthesizer (VST/AU/AAX)                                                        |
| 2013 | Pulse 2              | analoge synthesizer                                                                     |
| 2013 | Rocket               | parafonische hybride synthesizermodule                                                  |
| 2014 | 2-pole               | analoog filter                                                                          |
| 2014 | Streichfett          | polyfone strijkersynthesizer met achtstemmige solosectie                                |
| 2015 | nw1                  | wavetablemodule voor Eurorack                                                           |
| 2015 | Waldorf Edition 2    | combinatie van de PPG Wave 2.2V, Attack en D-pole soft-synthesizers                     |
| 2018 | Quantum              | Hybride polyfone synthesizer                                                            |
| 2019 | Kyra                 | FPGA-gestuurde synthesizer                                                              |
| 2020 | Iridium              | Digitale 16-stemmige polyfone synthesizermodule                                         |
| 2021 | M                    | Hybride 8-stemmige polyfone synthesizermodule                                           |